# تقشف

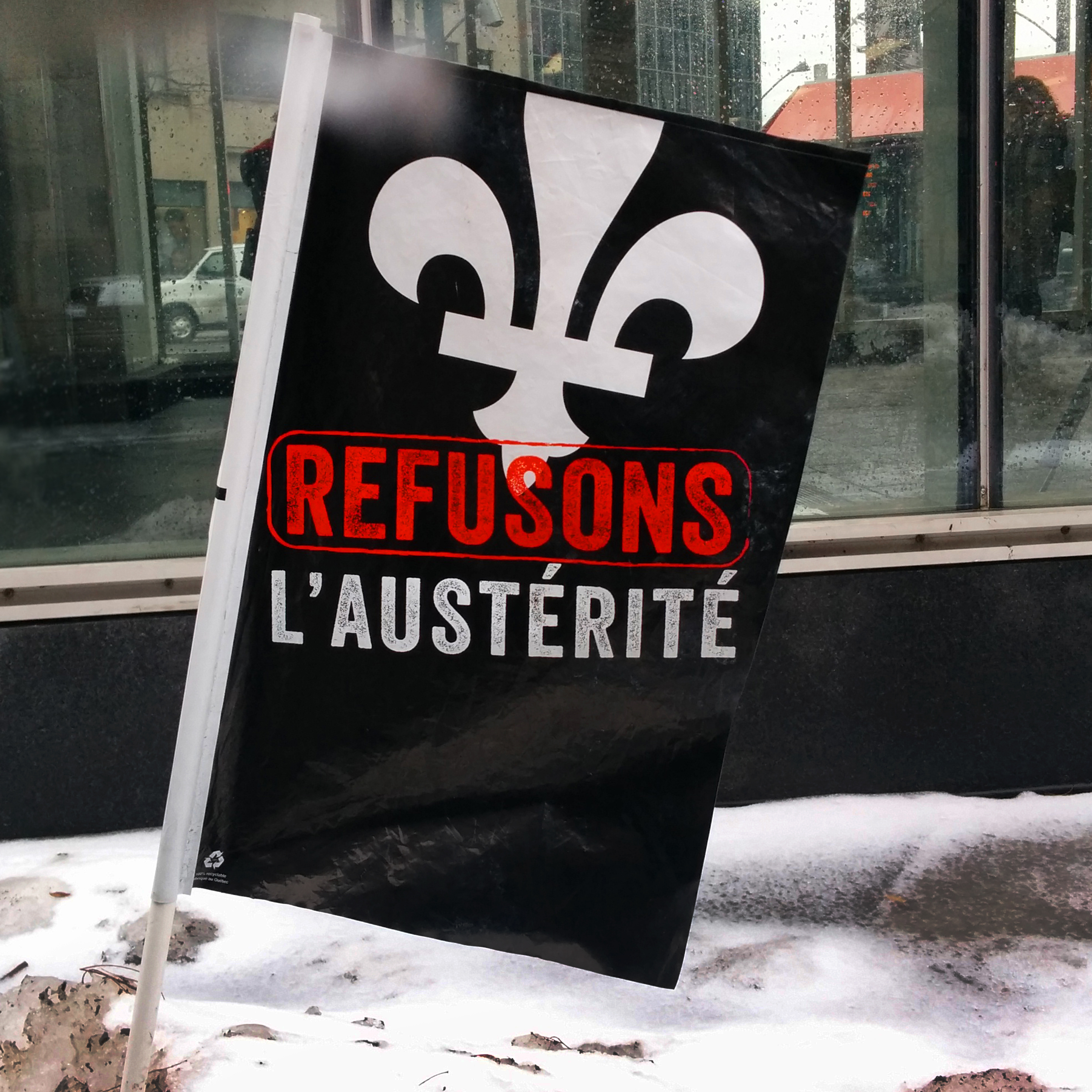

التَّقَشُّف أو الزهد أو البساطة البالغة هو مصطلح يشير في علم الاقتصاد إلى السياسة الحكومية الرامية إلى خفض الإنفاق وغالبًا ما يكون ذلك من خلال تقليص الخدمات العامة. في كثير من الأحيان، تلجأ الحكومات إلى الإجراءات التقشفية بهدف خفض العجز في الموازنة، وغالبًا ما تترافق خطط التقشف مع زيادة الضرائب.
التقشف بالمعنى العام يُقصد به صعوبة العيش وخشونته، بسبب عدم كفاية حاجيات الإنسان وهو، في الاصطلاح السياسي: برنامج حكومي ذو طابع اقتصادي، يستهدف الحد من الإسراف من زيادة الإنفاق على السلع الاستهلاكية؛ وتشجيع الادخار، والعمل على مضاعفة الإنتاج؛ علاجاً لأزمة اقتصادية، تمر بها البلاد.
لقد مارست العديد من الدول تلك السياسة ومن أبرز تلك الدول هي إسبانيا وفرنسا وبريطانيا والمغرب والجزائر والسودان واليونان. وقد شهدت اليونان كثيرا من موجات الغضب الشعبي العارمة حيال تطبيق تلك السياسة وحرمان الشعب من جزء من الرفاهية المطلوبة. ولكن تبقى سياسة التقشف هي الحل الوحيد أمام أي دولة تعاني من مشكلة اقتصادية مثل العجز في الموازنة وانخفاض الإيرادات مقارنة بالنفقات العامة للدولة إلى أن تقوم تلك الدول بزيادة الإنتاجية وبالتالي زيادة إيراداتها حتى تخرج من تلك الأزمة.
يمكن لأي فرد استخدام سياسة التقشف في حياته اليومية للتخفيف من مصروفه، كما تستخدمه الشركات حين تلجأ إلى خفض نفقاتها من خلال تسريح بعض الموظفين وتخفيض الرواتب ووقف المصاريف غير المنتجة. وكذلك تفعل الحكومات حين تضطرها الظروف إلى تقليص نفقاتها أيضاً.
إذا التقشف هو إجراء قد يفرض نفسه على القطاعين الخاص والعام حين تنخفض المداخيل وتصبح غير كافية لتغطية المصاريف، فيُلْجَأ إلى خيار تقليص النفقات، لأحداث التوازن بينها وبين الإيرادات.

## برنامج حكومي
التقشف برنامج حكومي ذو طابع اقتصادي، يستهدف الحد من الإسراف في زيادة الإنفاق على السلع الاستهلاكية، وتشجيع الادخار، والعمل على مضاعفة الإنتاج، علاجاً لأزمة اقتصادية، تمر بها البلاد.
وغالباً ما تؤشر الحكومات إلى هذا المنحى، من خلال موازنتها العامة التي توصف بالتقشفية حين يُلْجَأ إلى خفض الإنفاق بهدف السيطرة على العجز في الموازنة. كذلك، يستخدم التقشف في عمليات السيطرة على نمو الدين العام ورفع مستويات النمو الاقتصادي. وهذا ما يحصل عادة على أكثر من مستوى:
- التخفيف من الخدمات الاجتماعية والصحية العامة التي تقدمها السلطات الرسمية وتكبدها مبالغ كبيرة.
- التخفيف من نفقات الوزارات لا سيما تلك التي توصف بالكماليات التي يمكن الاستغناء عنها.
- إقفال باب التوظيف في القطاع العام أو تقليصه إلى حدوده الدنيا، تخفيفاً من الأعباء المالية التي تتكبدها الخزينة العامة. وفي مثل هذه الحالات تتجنب الحكومة المعنية تصحيح الأجور في القطاع العام كي لا تزيد من نفقاتها على هذا البند.
- التخفيف من مشاريع البنى التحتية غير الضرورية وغير الملحة في البلاد.
وفي معظم الأحيان، تترافق هذه الإجراءات مع العمل على زيادة الإيرادات، من خلال فرض ضرائب جديدة تهدف إلى تعزيز الخزينة العامة، إضافة إلى ما تصفه الحكومات بـ «توسيع دائرة الاستثمارات التي تساعد على زيادة الإنتاجية وتحسين المداخيل».